# 薗田稔
薗田 稔（そのだ みのる、1936年〈昭和11年〉4月27日 - 2024年〈令和6年〉12月31日）は、日本の神職、宗教学者。秩父神社元宮司。京都大学名誉教授。
宗教学や民俗学の視点を入れた神道研究、日本宗教史研究を行う。2002年5月、京都・賀茂御祖（下鴨）神社糺森研修道場において、上田正昭らとともにNPO法人社叢学会を設立した。

## 経歴
埼玉県秩父市出身。埼玉県立熊谷高等学校を経て、1960年に東京大学文学部宗教学科を卒業、1965年に同大学院博士課程満期退学。1972年に國學院大學文学部講師、1974年に同助教授、1981年に同教授、1991年に京都大学教養部教授、のち京都大学総合人間学部教授、2003年に國學院大學神道文化学部特任教授、皇學館大学大学院特任教授を歴任。また、1989年からは秩父神社の宮司を務める。
2005年より神道国際学会会長、インターナショナル・シントウ・ファウンデーション会長を務める。
2023年（令和5年）3月31日、34年務めた秩父神社宮司を依願退職した。

## 受賞歴
- 1976年　第11回日本宗教学会賞

## 著書

### 単著
- 『祭りの現象学』（弘文堂、1990年、新版2014年）ISBN 4335570449
- 『神道の世界』（弘文堂［神道ブックレット］、1997年）ISBN 433510071X
- 『誰でもの神道 宗教の日本的可能性』（弘文堂、1998年）ISBN 4335160321
- 『文化としての神道 続 誰でもの神道』（弘文堂、2005年）ISBN 4335160429

### 編著
- 『神道　日本の民族宗教』（弘文堂, 1988年）ISBN 4335160151
- 『日本神道論』（桜井勝之進・西川順士共著、学生社, 1990年）ISBN 4311201524
- 『日本の神仏の辞典』（大島建彦・圭室文雄・山本節 共編、大修館書店, 2001年）ISBN 9784469012682
- 『祭礼と芸能の文化史』（福原敏男共編、思文閣出版・神社史料研究会叢書, 2003年）ISBN 4784211594
- 『神道史大辞典』（橋本政宣共編、吉川弘文館, 2004年）ISBN 4642013407
- 『秩父夜祭』（さきたま出版会, 2005年）ISBN 4878910925

### 執筆
- 『身近な森の歩き方 - 鎮守の森探訪ガイド』（文英堂、2003年）ISBN 4578129950
- 『全国一の宮めぐり (Gakken Mook) ビジュアル神社総覧』（学研、2004年‐2013年）ISBN 4056032726

### 書籍出典
1. ↑  『読売年鑑』2016年版, p. 324.
2. ↑  『埼玉新聞』2025年1月7日（1面）
3. ↑  「［おくやみ］薗田稔氏（埼玉県秩父市・秩父神社名誉宮司、京都大名誉教授）」『中外日報』2025年1月8日。2025年1月17日閲覧。
4. ↑  『柞乃杜』創刊号, p. 4.
5. ↑  『神社新報』第3630号, p. 2, 本庁辞令（三月三十一日付）.

### サイト出典
1. ↑  “ラーク便り”.   宗教情報リサーチセンター (2005年). 2017年11月13日時点のオリジナルよりアーカイブ。2017年11月13日閲覧。

### 新聞
- 『神社新報』第3630号、神社新報社、2023年4月10日。

### 社報
- 『柞乃杜』創刊号、秩父神社社務所、1989年12月23日。

### 書籍
- 『読売年鑑』読売新聞編（2016年）、読売新聞社、2016年3月1日。ISBN 978-4-643-16001-7。